# گوهر شب‌چراغ
گوهر شب‌چراغ فیلمی به کارگردانی و نویسندگی اسماعیل کوشان محصول سال ۱۳۴۶ است.

## خلاصه داستان
«نادرشاه» اصفهان را به وسیلهٔ سپاهیانش محاصره کرده و حاکم دست نشانده را گرفتار می‌کند...

## بازیگران
- فروزان
- تقی ظهوری
- همایون
- جواد قائم‌مقامی
- ماشین چیان
- ثریا بهشتی
- منوچهر نوذری
- خواجوی
- مهرداد
- بهمنیار
- فضل اله امینی